# قیمت خرید
قیمت خرید (انگلیسی: The Purchase Price) یک فیلم عاشقانه فیلم درام پیشا-کد است که در سال ۱۹۳۲ منتشر شد

## بازیگران
- باربارا استانویک
- جرج برنت
- لایل تالبوت
- هاردی آلبرایت
- دیوید لاندائو
- ماری کینل
- آن شرلی
- تاینی سندفورد
- کرافورد کنت